# Hou Yu-ih

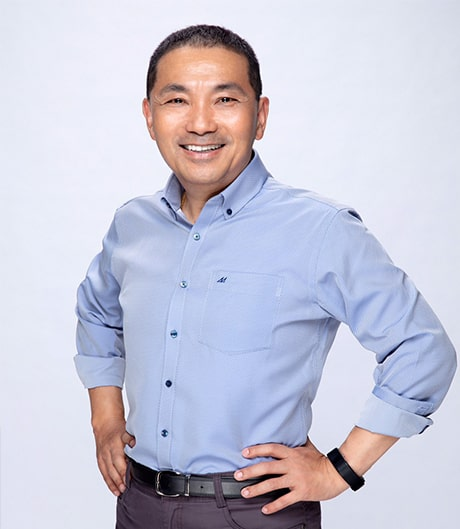
Hou You-yi (ca. 2018)

Hou Yu-ih (chinesisch 侯友宜, Pinyin Hóu Yǒuyí, W.-G. Hou Yu-i; * 7. Juni 1957 in der Landgemeinde Puzi im Landkreis Chiayi, Taiwan) ist ein Politiker in der Republik China (Taiwan). Er war 2010 bis 2015 Vizebürgermeister und ist seit 2015 Bürgermeister der regierungsunmittelbaren Stadt Neu-Taipeh. Er war Spitzenkandidat der Kuomintang bei der Präsidentenwahl in Taiwan 2024.

## Biografie

### Laufbahn als Polizist

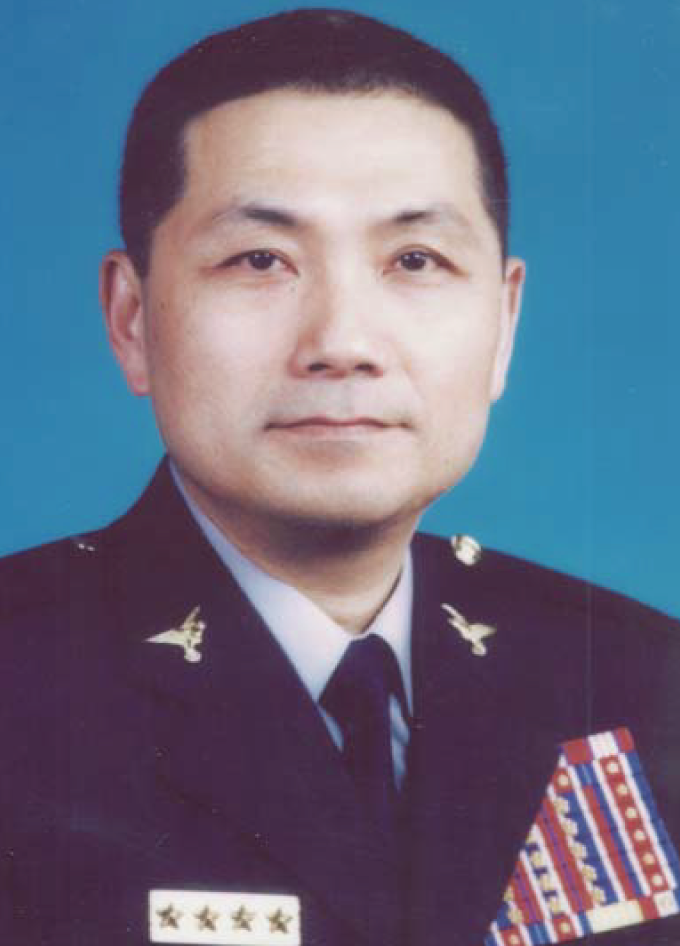
Hou als Direktor der Nationalen Polizeiakademie

Hou wurde im Süden Taiwans in einer ländlichen Region geboren. Er entstammte kleinen Verhältnissen. Seine Eltern waren Benshengren und Angehörige der han-taiwanischen Bevölkerungsgruppe, die schon vor der Machtübernahme der Kuomintang auf Taiwan ansässig war. Sein Vater wurde während des Chinesischen Bürgerkrieges zeitweilig eingezogen und diente als Soldat. Nach seiner Entlassung arbeitete er als Lebensmittelhändler. Der Sohn studierte an der Zentralen Polizeiuniversität von Taiwan, wo er am Institut für Verbrechensverhütung und -kontrolle einen Doktorgrad (Ph.D.) erhielt. Anschließend war er im höheren Polizeidienst tätig. 1980 wurde er Polizeipräsident der Kriminalpolizei von Taipeh. Er erlangte größere Bekanntheit wegen zweier Vorfälle. Am 7. April 1989 setzte sich der Bürgerrechtsaktivist Cheng Nan-jung selbst in Brand, um gegen die Kuomintang-Diktatur und seine drohende Verhaftung zu protestieren. Hou war zu diesem Zeitpunkt der verantwortliche Polizeioffizier und ihm wurde von Seiten der damals oppositionellen Demokratischen Fortschrittspartei (DPP) der Vorwurf gemacht, durch seine Arbeit das repressive Kuomintang-Regime unterstützt zu haben. Der zweite Vorfall brachte ihm viel Lob ein. Am 18. November 1997 gelang bei einer Geiselnahme die Verhaftung des mehrfachen Mörders und Erpressers Chen Chin-hsing. Hou war zu diesem Zeitpunkt der stellvertretende Leiter der Zentralen Polizeibehörde Taiwans und hatte zusammen mit dem Politiker und Rechtsanwalt Hsieh Chang-ting in Verhandlungen die Freilassung von Geiseln erwirkt. Hou war später auch mit der Untersuchung des kontroversen Attentats auf den damaligen Präsidenten Chen Shui-bian und die Vizepräsidentin Annette Lu am 19. März 2004 („319-Vorfall“) betraut. Im Jahr 2006 wurde der 45-jährige Hou als bislang jüngste Person in diesem Amt zum Direktor der Nationalen Polizeiakademie Taiwans ernannt.

### Politik
Nach der Umwandlung des bisherigen Landkreises Taipeh in die regierungsunmittelbare Stadt Neu-Taipeh im Jahr 2010 wurde Eric Chu der Spitzenkandidat der Kuomintang für den Posten der Bürgermeisters. Chu wählte sich Hou zum Kandidaten für das Vizebürgermeisteramt und nach der gewonnenen Wahl vom 27. November 2010 amtierte Hou von 2010 bis 2015 als Vizebürgermeister von Neu-Taipeh (bei der Wahl 2014 wurde das Duo Chu/Hou wiedergewählt). 2015 bis 2016 ließ sich Chu während seiner Präsidentschaftskandidatur 2016  beurlauben und Hou war geschäftsführend als Bürgermeister von Neu-Taipeh tätig. Nachdem Chu nicht wieder in das Bürgermeisteramt zurückkehrte verblieb Hou darin und konnte die folgenden Bürgermeisterwahlen 2018 und 2022 erneut gewinnen.
Am 17. Mai 2023 wurde Hou zum offiziellen Spitzenkandidaten der Kuomintang für die Präsidentenwahl am 13. Januar 2024 gekürt. Sein innerparteilicher Hauptkonkurrent war der Unternehmer und Milliardär Terry Gou, der auch nach seiner innerparteilichen Niederlage bei der Kandidatenauswahl seinen Wahlkampf nicht ganz einstellte und schließlich am 29. August 2023 seine Absicht erklärte, als unabhängiger Kandidat anzutreten.

### Politische Standpunkte

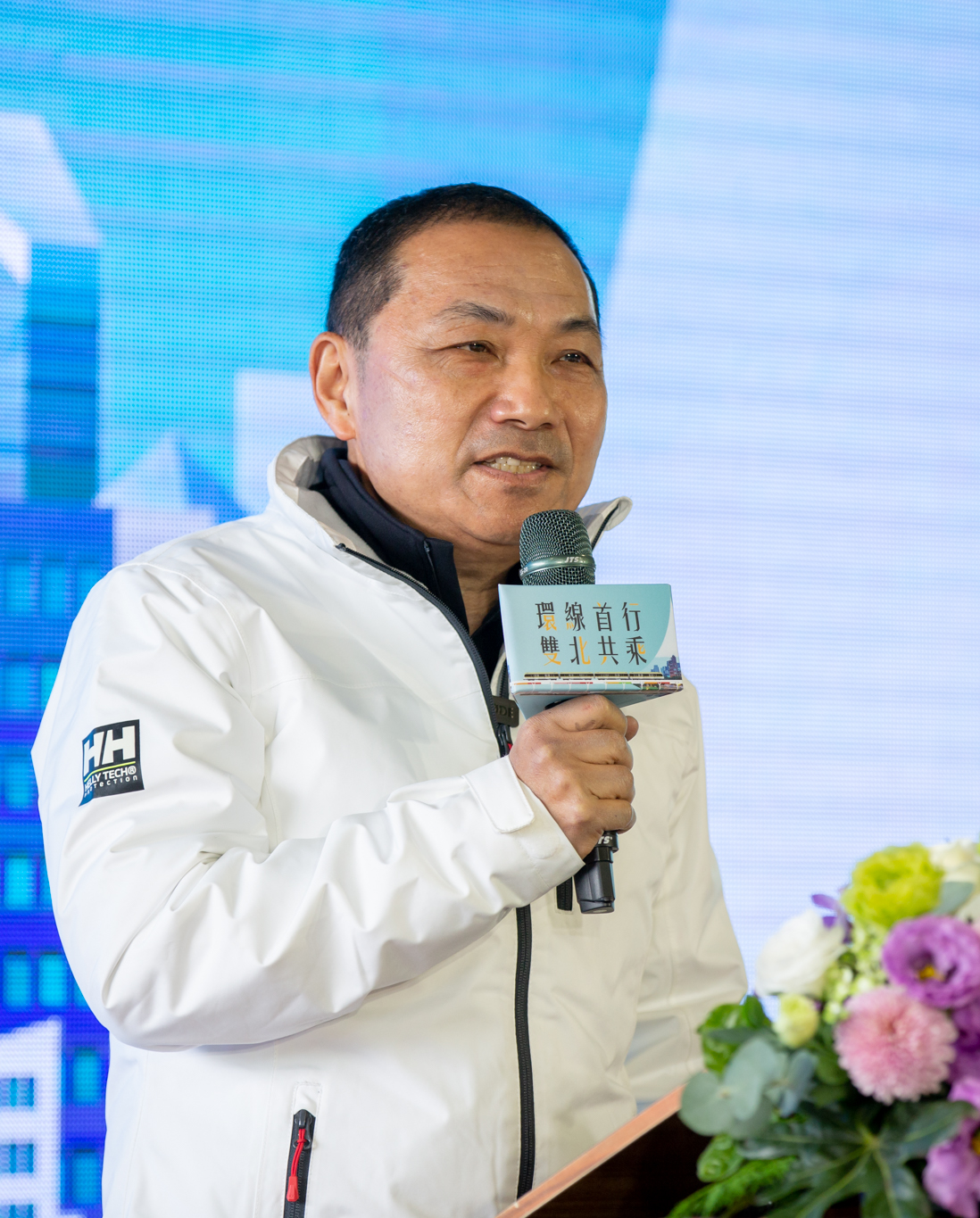
Bürgermeister Hou 2020 bei einer Ansprache

Hou gilt als Gemäßigter, der allzu kontroverse Standpunkte vermeidet bzw. ablehnt. Er gilt als persönlich bescheiden und gewissenhaft. Mehrfach vertrat er auch von der offiziellen Linie der KMT-Parteiführung abweichende Standpunkte. In der Frage der Unabhängigkeit Taiwans lehnte er sowohl die einseitige Unabhängigkeitserklärung, wie auch eine zu starke Anlehnung an die Volksrepublik China ab. Als ein Schwachpunkt werden seine fehlenden Erfahrungen auf der Ebene der nationalen und internationalen Politik gesehen.

## Privates
Hou ist verheiratet und hat drei Töchter. Sein einziger Sohn kam im Alter von drei Jahren am 15. Mai 1992 ums Leben, als 23 Kinder und deren Erzieher beim Brand eines Reisebusses in Taoyuan starben.